# Macklin Celebrini
Macklin Celebrini (* 13. Juni 2006 in Vancouver, British Columbia) ist ein kanadischer Eishockeyspieler, der seit Juli 2024 bei den San Jose Sharks in der National Hockey League (NHL) unter Vertrag steht und dort auf der Position des Centers spielt. Er gilt als großes Talent und wurde daher als First Overall Draft Pick im NHL Entry Draft 2024 von den Sharks ausgewählt.

## Karriere

### Jugend
Macklin Celebrini wurde in Vancouver geboren, wuchs allerdings zeitweise in Kalifornien auf, da sein Vater Rick Celebrini als gelernter Physiotherapeut in der Funktion des „Vice President of Player Health and Performance“ für die Golden State Warriors aus der NBA tätig war. In Kalifornien lief Macklin Celebrini für die  San Jose Jr. Sharks auf, bevor er zur Spielzeit 2020/21 an die prestigeträchtige Privatschule Shattuck-St. Mary’s in Minnesota wechselte. Für dessen Eishockeyteams lief er in regionalen High-School-Ligen auf, bevor sich der Angreifer zur Saison 2022/23 den Chicago Steel aus der United States Hockey League (USHL) anschloss, der höchsten Juniorenliga des Landes. In seinem ersten Jahr bei den Steel verzeichnete er 86 Scorerpunkte in 50 Partien, sodass er Topscorer und bester Torschütze (46) der Liga wurde. Demzufolge ehrte man ihn als Spieler, Angreifer und Rookie des Jahres und wählte ihn ins USHL First All-Star Team, ebenso wie ins USHL First All-Rookie Team.
Anschließend schrieb sich Celebrini an der Boston University ein und lief fortan für deren „Terriers“ in der Hockey East auf, einer Liga im Spielbetrieb der National Collegiate Athletic Association (NCAA). Seine erste Saison dort beendete er mit 64 Punkten aus 38 Einsätzen, sodass er als Spieler und Rookie des Jahres der Hockey East ausgezeichnet sowie ins First All-Star Team gewählt wurde. Wenig später erhielt er auch den Hobey Baker Memorial Award als bester College-Spieler des Landes. Der Kanadier wurde dabei zum erst dritten Freshman nach Paul Kariya (1993), Jack Eichel (2015) und Adam Fantilli (2023), dem diese Ehre zuteilwurde, und zugleich zum jüngsten Gewinner aller Zeiten.

### NHL
Im anstehenden NHL Entry Draft 2024 galt er als herausragendes Talent und wurde daher als einhelliger First Overall Draft Pick gehandelt. Dies bestätigte sich, als ihn die San Jose Sharks mit dem ersten Wahlrecht auswählten. Dort unterzeichnete er im Juli 2024 einen Einstiegsvertrag und debütierte im Oktober 2024 in der National Hockey League (NHL). Im November 2024 wurde er als NHL-Rookie des Monats ausgezeichnet, nachdem der Kanadier in 14 Partien zwölf Scorerpunkte erzielt hatte.
Seine erste NHL-Saison beendete Celebrini mit 63 Punkten aus 70 Partien, womit er einen neuen Franchise-Rekord für Rookies bei den Sharks aufstellte. Diesen hatte zuvor Pat Falloon inne, der in der Spielzeit 1991/92 auf 59 Punkte gekommen war.

### International
Auf internationaler Ebene sammelte Celebrini bei der World U-17 Hockey Challenge 2022 erste Erfahrungen, wo er mit dem Team Canada Black den vierten Platz belegte. Anschließend nahm er an der U18-Weltmeisterschaft 2023 teil, bei der der Angreifer mit 15 Scorerpunkten den fünften Rang der Scorerliste belegte und somit maßgeblichen Anteil am Gewinn der Bronzemedaille hatte. Im Folgejahr nahm er mit der kanadischen U20-Nationalmannschaft an der U20-Weltmeisterschaft 2024 teil und beendete das Turnier auf dem fünften Platz.
Zu seinem Debüt in der kanadischen A-Nationalmannschaft kam Celebrini bei der Weltmeisterschaft 2025. Dort sammelte er in acht Turniereinsätzen sechs Scorerpunkte, während die Kanadier im Viertelfinale ausschieden und den fünften Platz belegten.

## Erfolge und Auszeichnungen
| - 2023 USHL-Spieler des Jahres - 2023 USHL-Stürmer des Jahres - 2023 USHL-Rookie des Jahres - 2023 USHL First All-Star Team - 2023 USHL First All-Rookie Team | - 2024 Hockey-East-Spieler des Jahres - 2024 Hockey-East-Rookie des Jahres - 2024 Hockey East First All-Star Team - 2024 Hobey Baker Memorial Award - 2024 NHL-Rookie des Monats November |

### International
- 2023 Bronzemedaille bei der U18-Weltmeisterschaft

## Karrierestatistik
Stand: Ende der Saison 2024/25

### International
Vertrat Kanada bei:
- World U-17 Hockey Challenge 2022
- U18-Weltmeisterschaft 2023
- U20-Weltmeisterschaft 2024
- Weltmeisterschaft 2025

(Legende zur Spielerstatistik: Sp oder GP = absolvierte Spiele; T oder G = erzielte Tore; V oder A = erzielte Assists; Pkt oder Pts = erzielte Scorerpunkte; SM oder PIM = erhaltene Strafminuten; +/− = Plus/Minus-Bilanz; PP = erzielte Überzahltore; SH = erzielte Unterzahltore; GW = erzielte Siegtore; 1 Play-downs/Relegation; Kursiv: Statistik nicht vollständig)

## Familie
Sein Vater Rick Celebrini war Fußballspieler und lief unter anderem für die Vancouver 86ers auf. Sein älterer Bruder Aiden Celebrini ist ebenfalls Eishockeyspieler und wurde im NHL Entry Draft 2023 an 171. Position von den Vancouver Canucks ausgewählt.